# Alessandro Bertuola
Alessandro Bertuola (Montebelluna, 13 september 1979) is een voormalig wielrenner uit Italië. 

## Overwinningen
2004
- 4e etappe Baby Giro
- Bassano Montegrappa

## Resultaten in voornaamste wedstrijden
| Jaar | Ronde van Lombardije |
| ---- | -------------------- |
| 2007 | 61e                  |